# Max Rheinstein
Max Rheinstein (* 5. Juli 1899 in Kreuznach; † 9. Juli 1977 in Schwarzach im Pongau) war ein deutsch-amerikanischer Jurist.

## Leben

### Deutschland
Max Rheinstein war der einzige Sohn aus zweiter Ehe des Weinhändlers Ferdinand Rheinstein (1842–1904) mit Rosalie Bernheim (1858–1928), der Tochter eines Rechtskonsulenten. Nach dem Tod des Vaters zog die Mutter 1904 mit ihrem Sohn nach München zurück. Seine prägenden Jahre verlebte Rheinstein in Bayern. Der „königlich bayrische[r] Gymnasiast“ legte das Abitur am humanistischen Wittelsbacher-Gymnasium 1917 (nach anderer Quelle Notabitur 1918) ab. Danach war er Soldat im Ersten Weltkrieg ab Mai (andere Quelle Juni) 1917. Das Kriegsende November 1918 erlebte er bei der „Gemischten Bayerischen Gebirgsbrigade Nr. 2“ (nach anderer Quelle bei der Ersatzabteilung des ersten bayrischen Feldartillerieregiments). Im Wintersemester 1918/19 begann er sein Studium der Rechtswissenschaft in München, wo er noch Max Weber hörte. Im Frühjahr 1919 kämpfte er gegen die Räterepublik. Am 30. April 1919 trat er – wie er sich im Jahr 1933 selbst dazu äußerte – „spontan“ einer Einwohnerwehr bei und beteiligte sich am Sturm auf das Kriegsministerium. Anschließend bewachte er die Gefangenen in der darin eingerichteten Sammelstelle und trat am 3./4. Mai der Zeitfreiwilligenkompanie Regensburg des Detachments Schaaf, einem Freikorps, als Kämpfer gegen den Bolschewismus (Aussage von 1933) bei, das „in den folgenden Tagen die Stadtteile rechts der Isar (...) systematisch säuberte“. Entgegen damaliger Gepflogenheiten blieb Rheinstein die gesamte Studienzeit über in München. Er wurde 1920 an Rabels Institut für Rechtsvergleichung als „Bücherwart“ angestellt. 1922 legte er sein erstes Staatsexamen ab und wurde anschließend Assistent bei Ernst Rabel. 1923 schloss er sich der „Arbeitsgemeinschaft republikanischer Studenten“ an, einer SPD-nahen Vereinigung. Der SPD selbst trat Rheinstein 1928 bei. Er promovierte 1924 „summa cum laude“. Nach dem zweiten Staatsexamen 1925 folgte er Rabel 1926 als wissenschaftlicher Referent an das neu gegründete Kaiser-Wilhelm-Institut für ausländisches und internationales Privatrecht nach Berlin und betreute dort die Institutsbibliothek. 1929 heiratete er Lilly Abele, eine Bibliothekarin des Schwesterinstituts für ausländisches öffentliches Recht und Völkerrecht. Im Mai 1930 wurde Sohn John geboren, der später Chemiker (nach anderer Quelle Physiker) am MIT in Cambridge (Mass.) war. 1931 habilitierte er sich an der Friedrich-Wilhelms-Universität Berlin. Er erhielt die venia legendi für Deutsches und ausländisches Bürgerliches Recht. 1933 brach Rheinsteins Karriere in Deutschland ab.
Zwar wurde Rheinstein als Ausnahmefall im Rahmen des Berufsbeamtengesetzes behandelt, da er an der Niederschlagung der Räterepublik teilgenommen hatte. Daher wurde er im April 1933 nicht sofort entlassen. Er zog aber zuvor die Konsequenzen aus seiner jüdischen Herkunft und seiner politischen Betätigung für die SPD, indem er Anfang Februar 1933 beim Berliner Vertreter der Rockefeller Foundation ein Stipendium beantragte, das ihm Ende Juni für ein Jahr gewährt wurde. Anfang 1934 verzichtete Rheinstein auf die Institutsstelle.

### Vereinigte Staaten
Am 20. September 1933 traf Rheinstein in New York ein und begann am nächsten Tag an der Law School der Columbia University zu arbeiten. Dort arbeitete mit Elliott E. Cheatham zusammen und unterstützte Karl Llewellyn bei Vorlesungen. Die zweite Hälfte des Stipendiums von Mitte bis Ende 1934 verbrachte er auf der Harvard Law School. Dort traf er auf Roscoe Pound und Joseph Beale. Die Stiftung verlängerte das Stipendium um weitere zwei akademische Jahre. 1935 kam er durch die Hilfe von Harry A. Bigelow  an die University of Chicago Law School als Gastprofessor. 1936 erhielt er den neu errichteten Max-Pam-Lehrstuhl für Rechtsvergleichung („Max Pam Professor for American and Foreign Law and Professor of Political Science“). Zunächst war er „assistent“, dann „associate“ (1937) dann „full professor“ (1942; nach anderer Quelle 1940). Bis zu seiner Emeritierung 1968 lehrte er dort und war Begründer der zivilrechtlichen Rechtsvergleichung in den USA als Methode und Fach. 1938 wurde Rheinstein Mitglied des American Law Institute. 1940 nahm er die amerikanische Staatsbürgerschaft an.
1943/44 war er Visiting Professor in Puerto Rico um die Universität bei der Reorganisation der Lehre zu beraten. 1945 nahm er eine Gastprofessur an der University of Wisconsin wahr. Rheinstein kam nach Ende des Zweiten Weltkriegs im Herbst 1945 als Mitglied der Legal Division der amerikanischen Militärregierung nach Deutschland zurück und wurde in einer Abteilung des Alliierten Kontrollrats in Berlin tätig. Dort war er für das deutsche Recht zuständig. In die USA zurückgekehrt, initiierte er ein Austauschprogramm für Juristen beider Kontinente, das den Vorläufer der heutigen LL. M.-Programme darstellt. 1948 war er Gastprofessor in Ann Arbor an der University of Michigan. Weitere Gastprofessuren waren: 1950 Louisiana State University, 1951 bzw. 1954 Frankfurt am Main, 1955 Cambridge University, 1961 Universität Tokio, 1964 Université Libre de Bruxelles und 1968 Universität München. Nach der Emeritierung 1968 verblieb er zunächst in Chicago. 1976 zog er gesundheitsbedingt nach Palo Alto in Kalifornien um. Wegen seines anhaltend schlechten Gesundheitszustandes suchte er regelmäßig im Sommer Bad Gastein im Pongau (Österreich) auf. Bei einem dieser Besuche verstarb er in einer Klinik in Schwarzach-St.Veit. Sein Grab befindet sich in seiner Heimatstadt München.

## Ehrungen
Seit 1961 war er ehrenhalber Professor der Facolté internationale der Universität Straßburg, und ab 1962 der Universität Freiburg. Den Ehrendoktor erhielt er von Stockholm 1956, Basel 1960, Löwen 1964, FU Brüssel 1965, Aix-Marseille 1968. 1953 wurde er mit dem Ordre des Palmes Académiques dekoriert und ihm das Große Bundesverdienstkreuz verliehen. Er war Ehrenmitglied der Deutschen Gesellschaft für Rechtsvergleichung und seit 1968 Mitglied der American Academy of Arts and Sciences.

## Werke (Auswahl)
- Störung der freien Erwerbstätigkeit durch rechtswidrige Beeinflußung Dritter (Conspirancy, Interference with Business or Occupation, Inducing Breach of Contract). Eine Studie aus dem englischen Recht. Diss. 1925; Teilabdruck in RheinZ 14 (1926), S. 60ff.
- Die Struktur des vertraglichen Schuldverhältnisses im anglo-amerikanischen Recht. Habil. Berlin Leipzig 1932 (Neudruck 1996).
- Marriage Stability, Divorce, and the Law. Chicago 1972, ISBN 978-0226717739.
  - The Law of Divorce and the Problem of Marriage Stability. Vanderbilt Law Review 9 (1956), S. 633ff.
  - Trends in Marriage and Divorce Law of Western Countries. Law and Contemporary Problems, Band 18 (1953), S. 3ff.
- Cases and Other Materials on the Law of Decedents' Estates. Indianapolis 1947.
- Einführung in die Rechtsvergleichung. 1. Aufl. München 1974, 2. Aufl. München 1987.
- (Hrsg. von Hans G. Leser): Gesammelte Schriften. Zwei Bände, Tübingen 1979.

### Übersetzer
On Law in economy and society. Übersetzung von Max Webers Wirtschaft und Gesellschaft. Cambridge (Mass.) 1954.

### Herausgeber
Chief editor der International encyclopedia of comparative law. Band IV.

### Festschrift
- Ernst von Caemmerer, Soia Mentschikoff, Konrad Zweigert (Hrsg.): Ius Privatum Gentium. Festschrift für Max Rheinstein zum 70. am 5. Juli 1969 Zwei Bände, Tübingen 1969, ISBN 978-3-16-630112-9.